# Machimus gertschi
Machimus gertschi är en tvåvingeart som först beskrevs av Stanley Willard Bromley 1951. Machimus gertschi ingår i släktet Machimus och familjen rovflugor.
Artens utbredningsområde är Panama. Inga underarter finns listade i Catalogue of Life.